# Louie Annesley
Louie Annesley est un footballeur international gibraltarien né le 3 mai 2000 à St Helier à Londres. Il joue au poste de défenseur au Dorking Wanderers.

## Biographie

### En club
Passé par les jeunes de Chelsea et de l'AFC Wimbledon, il commence sa carrière senior avec les amateurs de Cobham FC. Il effectue dix apparitions lors de son unique saison avec le club en Combined Counties Football League. Il signe ensuite avec l'académie du Barnet FC. En 2018, il signe avec Lincoln Red Imps. Il joue son premier match sous ses nouvelles couleurs le 26 juillet 2018, en Ligue Europa, contre The New Saints Football Club.
En janvier 2019, il s'engage avec les Blackburn Rovers. Il est toutefois cantonné avec l'équipe des moins de 23 ans.
Durant le mercato hivernal 2022-2023, il rejoint Dundalk. Il inscrit 2 but en championnat dont 1 but en solo magnifique face au Shamrock Rovers le 30 juin 2023.

### En sélection
En mars 2018, il est appelé pour la première fois avec la sélection de Gibraltar. Il joue son premier match en équipe nationale le 25 mars 2018, en amical contre la Lettonie (victoire 1-0).
Il marque son premier but en sélection le 26 septembre 2022 face à la Géorgie pour la 6ème journée de la Ligue des nations
.